# پرتومانید
پرتومانید یک آنتی بیوتیک است که برای درمان سل مقاوم به چند دارو که بر ریه‌ها تأثیر می‌گذارد استفاده می‌شود. به طور کلی همراه با بداکیلین و لینزولید استفاده می‌شود. شکل تجویز این دارو به صورت خوراکی است.
شایع‌ترین عوارض جانبی شامل آسیب عصبی، آکنه، استفراغ، سردرد، افت قند خون، اسهال و التهاب کبد است. این دارو در گروه داروهای نیترو ایمیدازول قرار دارد.
پرتومانید برای استفاده پزشکی در ایالات متحده در آگوست ۲۰۱۹، و در ژوئیه ۲۰۲۰ در اتحادیه اروپا تایید شد. پرتومانید توسط TB Alliance توسعه داده شد. سازمان غذا و داروی ایالات متحده (FDA) آن را یک داروی First-in-class می‌داند. این دارو در فهرست داروهای ضروری سازمان بهداشت جهانی قرار دارد.